# Warren Dunes State Park
Der Warren Dunes State Park ist ein 7,9 km² großer State Park in Berrien County, Michigan, USA. Hauptattraktion des sich entlang des Ufers des Lake Michigan erstreckenden Parks sind die großen Sanddünen. Die bekannteste ist Tower Hill, der mit 73 Metern über dem See höchste Punkt des Parks.
Der Park wurde nach dem örtlichen Geschäftsmann Edward K. Warren benannt, der das Gebiet welches 1930 zum State Park ernannt wurde, zur Erhaltung der Umwelt gekauft hatte.

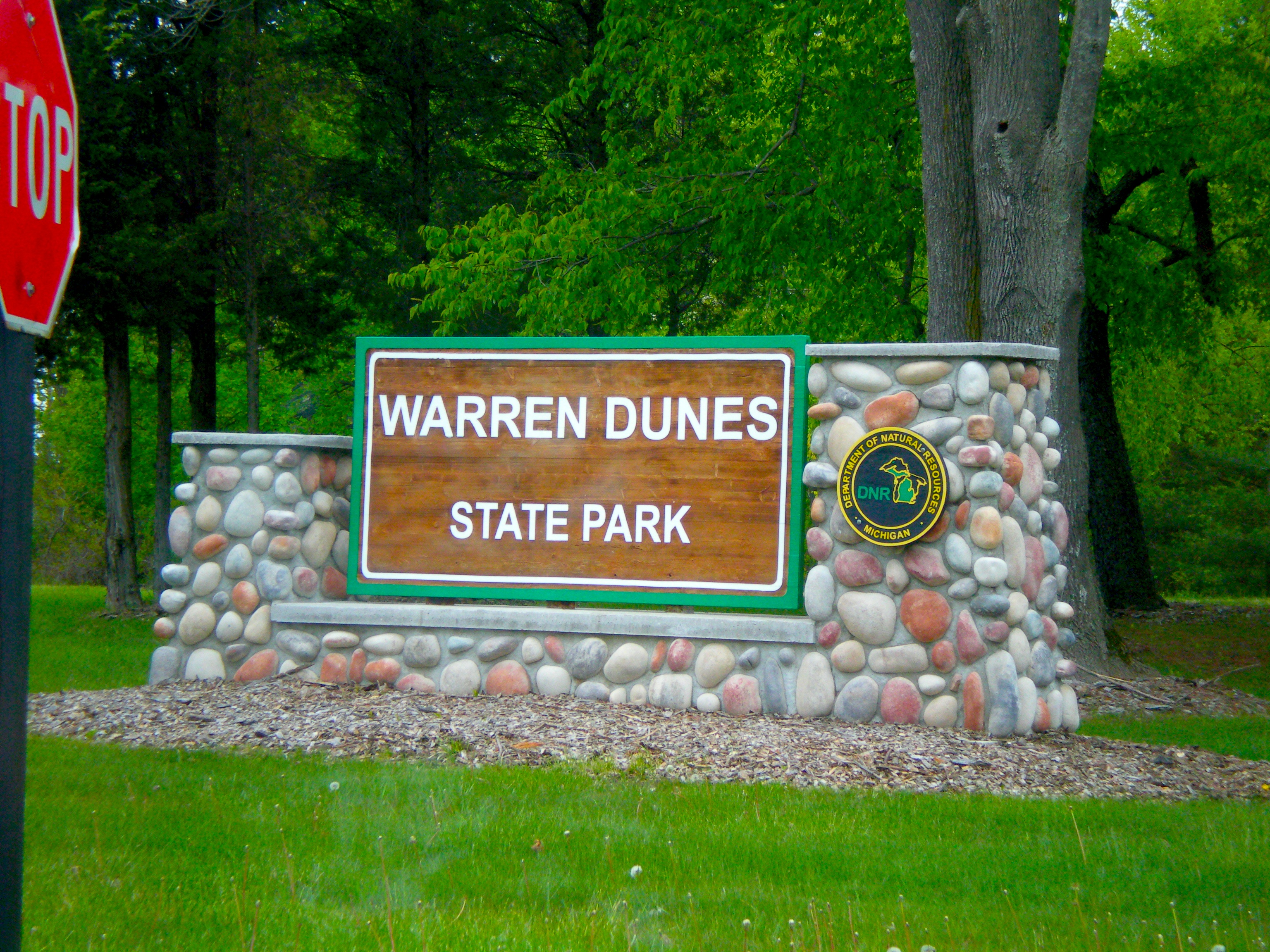
Straßenzufahrt
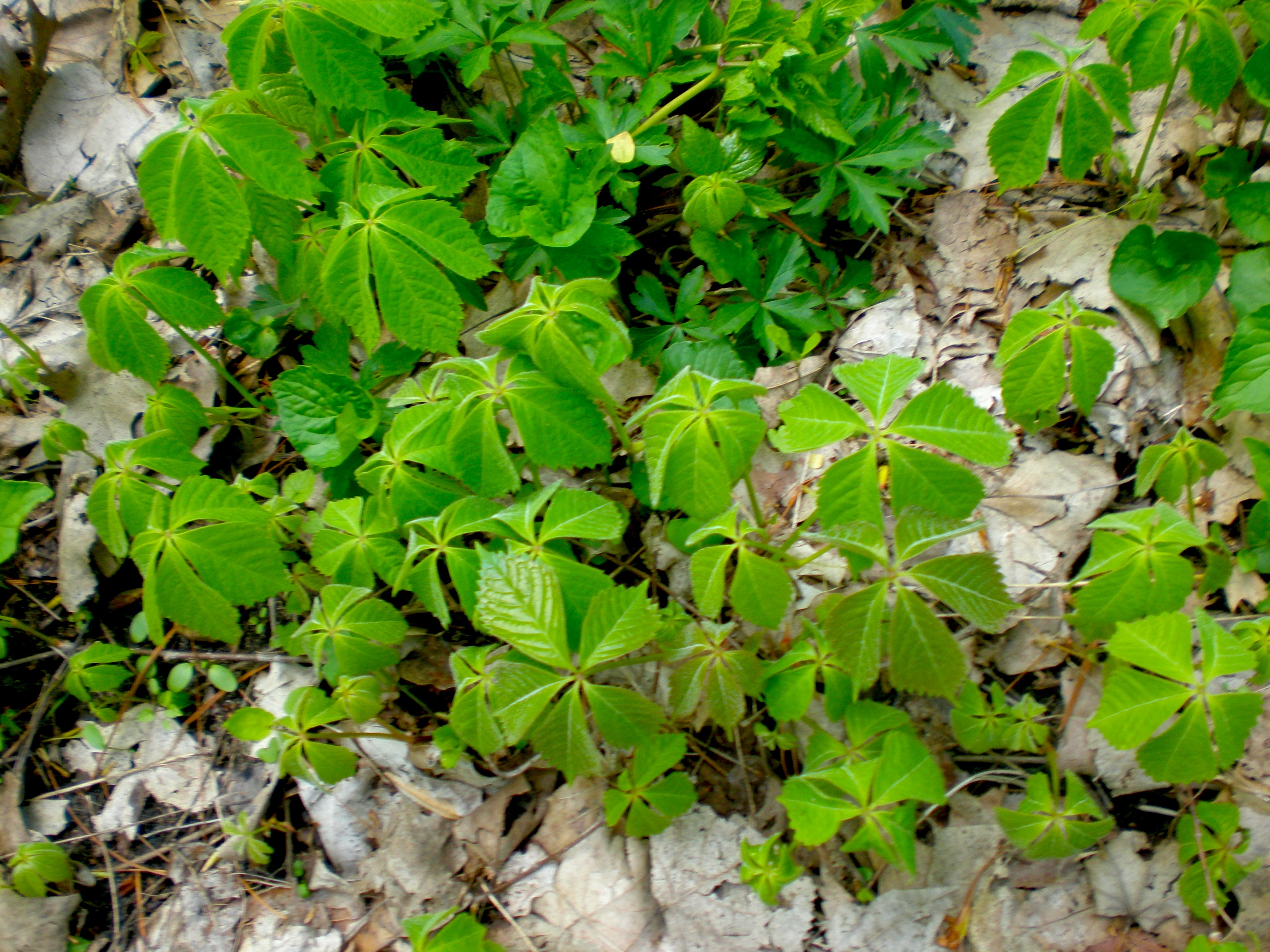
Selbstkletternde Jungfernrebe
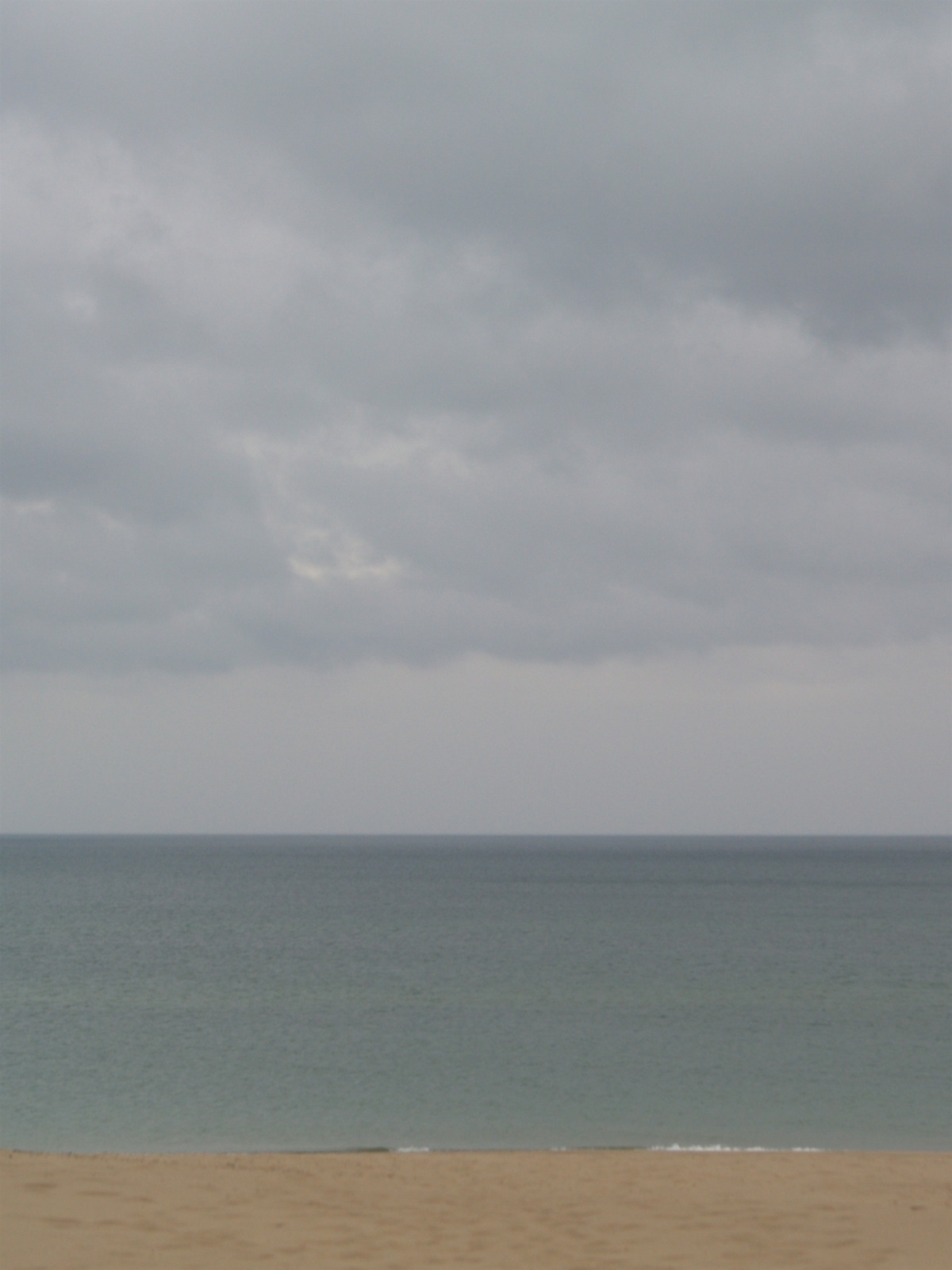
Sandstrand, Lake Michigan und Wolken